# François Antoine Vizzavona
Pour les articles homonymes, voir Vizzavona (homonymie).
François Antoine Vizzavona, né le 22 mars 1876 à Rome et mort le 26 octobre 1961 à Paris, est un photographe et éditeur français.

## Biographie
François Antoine Vizzavona est le fils d'un ex-capitaine au 3e voltigeur de la Garde impériale, originaire de Bocognano en Corse et installé en Italie après la guerre de 1870, et de Joséphine Boudrot, son épouse.
Il est le photographe de l'Académie de France à Rome de 1894 à 1897, et participe à ce titre à la mission Bertone à Palmyre, de mars à octobre 1895. Fin 1897, il accomplit ses obligations militaires au 24e régiment d'infanterie et, libéré fin 1898, peut dès 1899 commencer son activité de photographe à Paris, où il obtient rapidement une notoriété professionnelle.
En 1901, il est nommé officier d'académie, puis officier de l'Instruction publique en 1906 et, la même année, chevalier du mérite agricole. Vice-président de la Chambre syndicale de la photographie de 1918 à 1920, il en devient président de 1921 à 1923. Dans les années 20 et 30, il est l'éditeur du catalogue illustré du Salon des artistes français. Il est le vice-président de l'Exposition internationale de Rio en 1922, et obtient a cette occasion un grand prix. Il est nommé chevalier de la Légion d'honneur le 25 mars 1923.
Son studio photographique était situé au 65, rue du Bac à Paris.
François Antoine Vizzavona rachète en 1939 la totalité des archives photographiques de la veuve d'Eugène Druet en 1939, soit un total de 30 000 plaques ; en 1957, la Réunion des musées nationaux rachète à son tour la totalité de son fonds personnel, y compris les œuvres de Druet, ce qui lui permet de créer la base de son premier service photographique ; le Fonds Druet-Vizzavona est conservé au fort de Saint-Cyr depuis 2001.

## Œuvres

### Photographie d'œuvre d'art
- Mlle Berthe Cerny, tableau de Jules Cayron[6].
- Le Péché, d'Auguste Rodin, 1899, marbre de 1888.
- Le Rêve du poète, 1907, bas-relief d'Alphonse Emmanuel de Moncel de Perrin d'après l'œuvre de Alfred de Musset.
- Les Trois Mousquetaires, 1914, bronze d'Alphonse Emmanuel de Moncel de Perrin,  exposé au Salon des artistes français de 1914.
- Le Pape Benoit XV, 1915, bronze d'Auguste Rodin.
- Le Lion qui pleure, vers 1915, œuvre d'Auguste Rodin, marbre de 1881.
- La Victoire et la Paix, 1923, de Charles Ezéquiel Polowetski.
- Le Livre, 1925, bas-relief en plâtre coloré présenté à l'Exposition des arts décoratifs de 1925.
- Monument aux morts de Banyuls, 1937, d'Aristide Maillol, sculpté en 1930.
- Monument à Paul Cézanne, vers 1920, d'Aristide Maillol, dans son atelier.
- Monument à Paul Cézanne, d'Aristide Maillol, 1925, dans le jardin des Tuileries à Paris.
- Le Bûcheron et son chien, reproduction d'un tableau de Jean-François Raffaëlli (1850-1924).

### Portrait
- Antoine Guillemet, 1910, peintre au Salon des artistes français[réf. nécessaire].
- Le Galeriste Barbazanges, 1913[7].
- Paul Vizzavona, 1918[8].
- Alphonse Vizzavona, 1900[9].
- Mme Barotte, 1900[10].
- Étienne Vizzavona[11].
- Portrait du peintre Charles Cottet, vers 1909, dans son atelier devant son chevalet[réf. nécessaire].
- Maréchal Foch, 1920, plusieurs clichés en noir et blanc[réf. nécessaire].
- Marcel-Lenoir, vers 1922, portrait du peintre[réf. nécessaire].
- M. Brunner, 1923, galeriste[12].
- Le Peintre Charles Berton, sociétaire de la Société des artistes français, exposant en 1910 et 1911[réf. nécessaire].
- Le Peintre Charles Hoffbauer, 1924, série de photos prises dans l'atelier du peintre et dans un jardin[réf. nécessaire].
- Le Peintre Charles Félix Girard, dit Charles Gir, 1927, portraits dans son atelier[réf. nécessaire].
- Le Maréchal Philippe Pétain, 1930, plusieurs clichés en noir et blanc[réf. nécessaire].
- Le Peintre Arsène Chabanian, 1931, travaillant dans son atelier[réf. nécessaire].
- Le Peintre Paul Weiss, 1935, commande du peintre Brouardel[réf. nécessaire].
- Le Peintre Jules Cayron chez lui[13].
- Le Peintre Armand Guillaumin, dans son intérieur, 1920[14].
- Le Peintre Armand Drouant, dans son atelier et à son bureau, 1925[15].
- Le Peintre  Arsène Chabanian, parmi quelques-unes de ses toiles, 1931[16].
- Le Peintre Chanteau-Chabas, dans son intérieur parisien, 1949[17].
- Marie Louise Tallien de Cabarrus,Marquise de Montferrier.(Procédé Spécial VIZZAVONA,d'après Thérèse Géraldy)

### Reportage
- L'Atelier du peintre Edouard Fer, 1911[18].

## Collections publiques
- Paris, agence photographique de la Réunion des musées nationaux : Fonds Druet-Vizzavona.

## Galerie de photographies

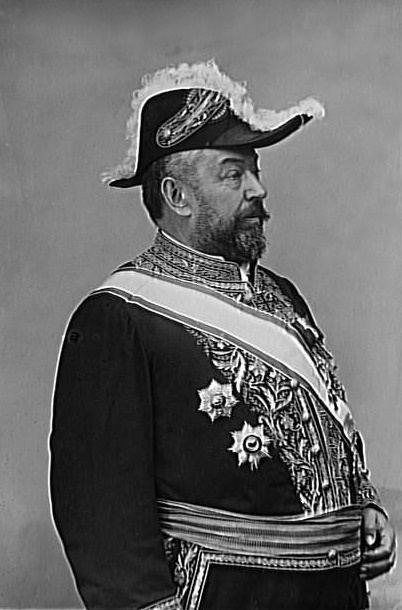
René, comte de Sercey, en costume de l'Institut de France (1910)

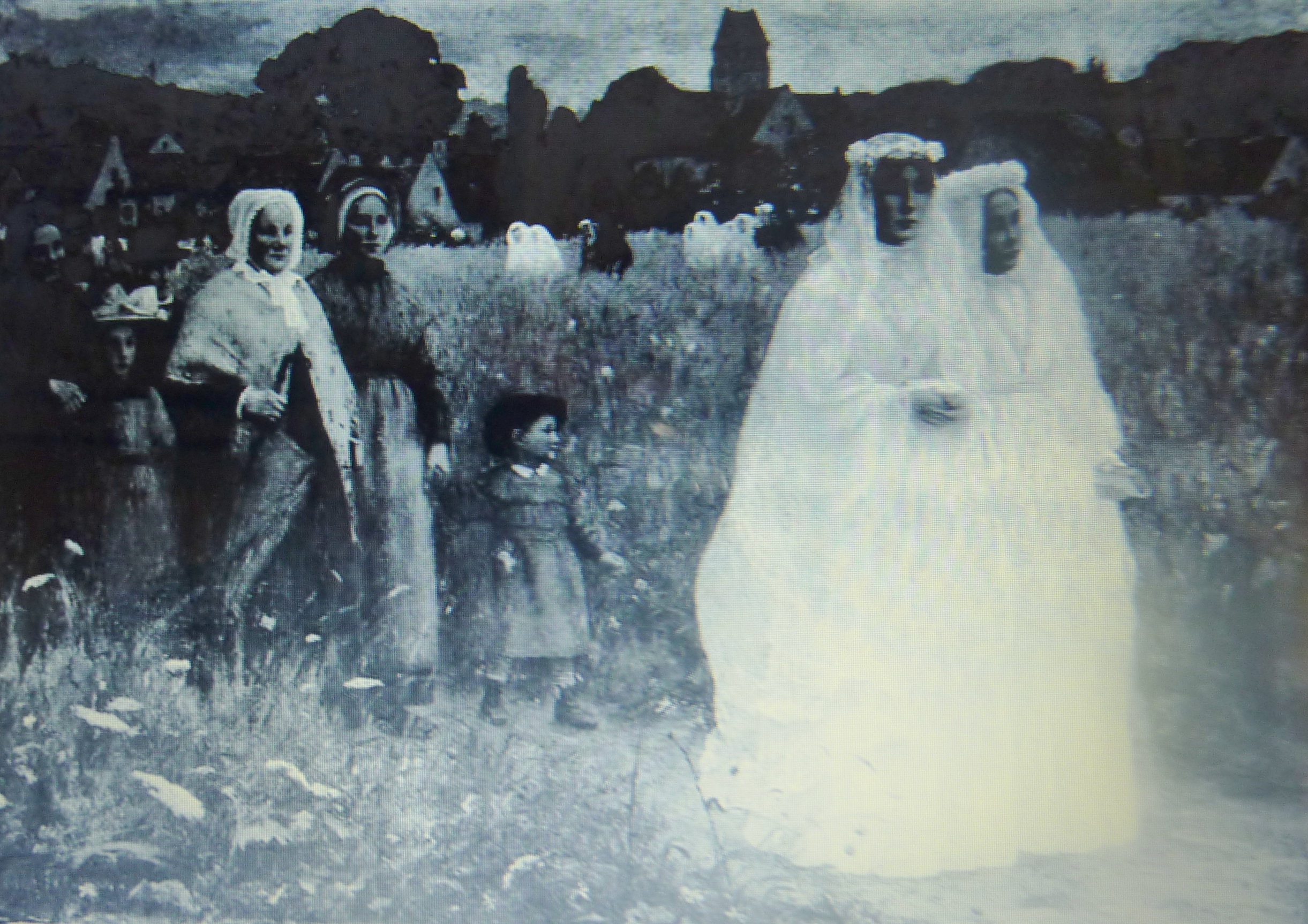
Photographie de Un dimanche, enfants de Marie de Henri Guinier (tableau: Palais des beaux-arts de Lille)

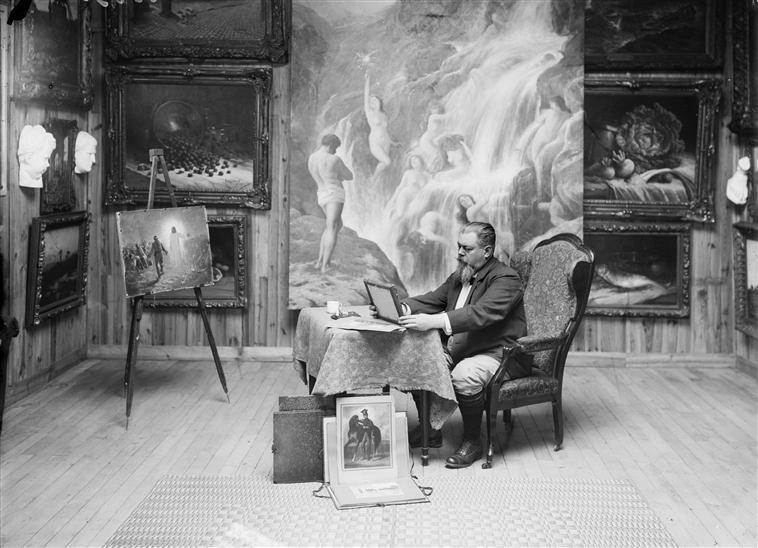
Maurice Dubois dans son atelier de Langon, années 1920

.
.
.